# جلال‌آباد (نجف‌آباد)
جلال‌آباد (نجف‌آباد)، روستایی از توابع بخش مرکزی شهرستان نجف‌آباد در استان اصفهان ایران است. این روستا در دهستان صادقیه قرار دارد و براساس سرشماری مرکز آمار ایران در سال ۱۳۹۵، جمعیت آن ۴۰۵۶ نفر (۱۲۲۳خانوار) بوده است. موقعیت طبیعی منطقه به صورت جلگه‌ای و دشت‌های دامنه‌ای است. بلندترین ارتفاع مشرف به منطقه با ارتفاع ۳۴۰۰ متر در غرب روستا (ارتفاعات دالان‌کوه) واقع شده است. ارتفاع روستای جلال‌آباد از سطح دریا معادل به ۱۶۷۵ متر است.

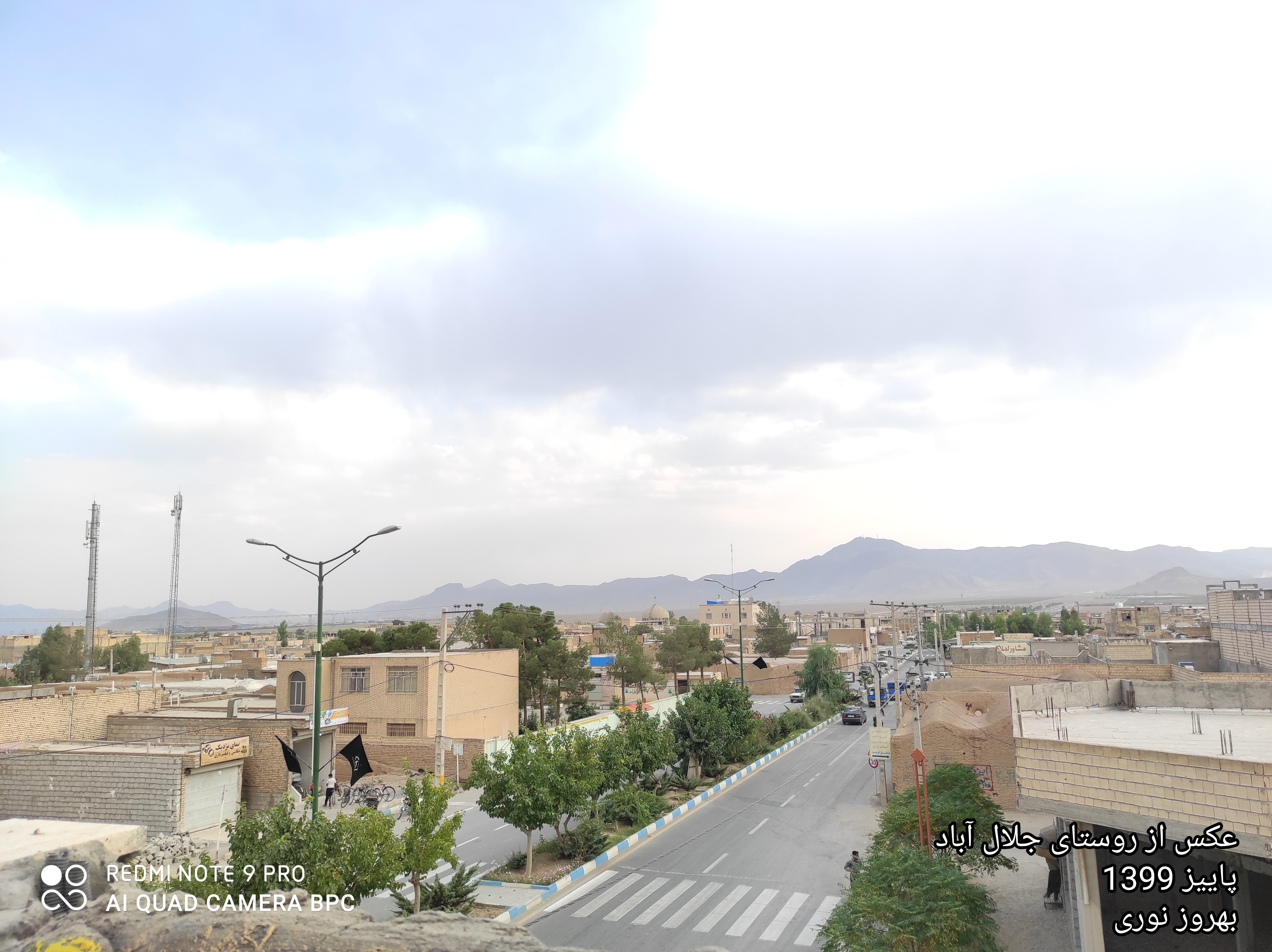
روستای جلال‌آباد

## تاریخچهٔ روستا
قدمت روستای جلال‌آباد به حدود ۷۰۰ سال قبل بر می‌گردد. اقوام اولیهٔ این سکونتگاه ابتدا به صورت ۵ گروه در ۵ نقطهٔ نزدیک به هم اسکان داشتند که به فعالیت کشاورزی مشغول بودند. از آثار آن زمان، پنج گورستان به جای مانده است. گورستان اول در چشمهٔ زیر آب (حدود ۷ کیلومتر از روستای فعلی) گورستان دوم در محل کوه گبری (حدود ۳ کیلومتر تا روستای فعلی) گورستان سوم در محل گود مرد مغول (حدود ۸ کیلومتر از روستای فعلی) گورستان چهارم در امتداد قنات روستا معروف به «خاران» و به فاصلهٔ ۶ کیلومتر از روستای جلال‌آباد و گورستان پنجم در محل فعلی روستا، استقرار دارند. در گورستان فعالی روستا آثار دو سنگ قبر با خط کوفی به چشم می‌خورد. از پنج هستهٔ یادشده چهار هسته تخریب و هستهٔ مربوط به روستای جلال‌آباد باقی مانده است. وجه تسمیهٔ روستا در طول تاریخ دستخوش تغییرات قابل ملاحظه‌ای بوده است. به‌طوری‌که ابتدا هستهٔ اولیه در مکان فعالی گورستان روستای جلال‌آباد شکل می‌گیرد و وجه تسمیهٔ آن به بزرگ مالک به نام «مراد» بر می‌گردد.

پس از مدتی با خشک شدن قنوات بالا دست، اهالی مرادآباد به مکانی دیگر (به فاصلهٔ حدود ۳ کیلومتر از محل کوه گبری) نقل مکان می‌کنند و آبادی جهان‌آباد را به‌وجود می‌آورند. این آبادی در زمان حملهٔ مغول‌ها از بین می‌رود و بعد از آن قلعهٔ فعلی روستا (در محدودهٔ محلهٔ قلعه) به نام علی‌آباد، شکل می‌گیرد. وجه تسمیهٔ علی‌آباد نیز مربوط به یک بزرگ مالک به نام علی است. شایان ذکر است که افراد ساکن در این قلعه ابتدا ۱۶ خانوار بودند که توسط ظل‌السلطان به این مکان کوچ داده می‌شوند و به فعالیت کشاورزی بر روی اراضی زراعی متعلق به ظل‌السلطان می‌پردازند. تغییر نام علی‌آباد به جلال‌آباد توسط ظل‌السلطان و صارم‌الدوله (پسر او) انجام می‌پذیرد. به طوری که در این منطقه آبادی‌های زیادی تحت مالکیت این حاکم قاجار بودند، ولی علی‌آباد به علت بزرگی و رونق کشاورزی آن به جلال‌آباد (به معنی بزرگی) تغییر نام می‌یابد. البته هنوز افرادی این روستا را به نام علی‌آباد خطاب می‌کنند.
هستهٔ اولیه روستا همانطوری که قبلاً اشاره شد، با جابه‌جایی زیادی در طول تاریخ مواجه بوده است. ولی در نهایت به محدودهٔ قلعهٔ قدیمی که توسط ظل‌السلطان بنا می‌شود؛ منتهی می‌گردد. اولین مرحلهٔ توسعه در اطراف قلعهٔ مذکور به وقوع پیوسته است و در مرحلهٔ بعدی گسترش بافت در جهت غرب (مقابل دوازده قلعه) بوده است. سومین مرحلهٔ توسعهٔ ادواری در جهات شمال و جنوب مرحلهٔ دو شکل گرفته است و مرحلهٔ بعدی در جهت غرب مرحلهٔ دوم و به صورت خطی توسعه یافته است. در مراحل پنج و ششم، روستا در جهت شمال هستهٔ اولیه و مرحلهٔ اول کشیده شده است. هفتمین مرحلهٔ توسعهٔ تاریخی به سمت شمال مرحلهٔ سوم، شکل گرفته است و سپس مرحلهٔ بعدی در جهت جنوب مرحلهٔ سوم کشیده شده است. مرحلهٔ نهم توسعهٔ ادواری در جهت شمال مرحلهٔ چهارم، گسترش یافته است. دهمین مرحلهٔ توسعه به سمت جنوب و غرب بافت کالبدی بوده است. آخرین مرحلهٔ توسعه به صورت همزمان در سه جهت شرق هستهٔ اولیه، شمال مرحلهٔ هفتم و غرب مرحلهٔ دهم شکل گرفته است. در حال حاضر اطراف محور ورودی روستا و اطراف مراحل نهم، دهم و یازدهم به‌عنوان جهات توسعهٔ آینده، بر اساس تمایلات اهالی مطرح هستند.

## وضعیت منابع آبی و کشاورزی
منابع آب کشاورزی مورد استفاده در محدودهٔ روستای جلال‌آباد شامل دو رشته قنات (با آبدهی متوسط ۸۰ تا ۱۰۰ لیتر در ثانیه) و ۲۵ حلقه چاه نیمه‌عمیق (دارای مجوز بهره‌برداری) با عمق متوسط ۵۰ متر و با آبدهی متوسط ۱۵ لیتر در ثانیه برای هر کدام، هستند. البته در گذشته آبدهی چاه‌ها تا ۲۵ لیتر در ثانیه بود، ولی اکنون این چاه‌ها به علت کاهش بارندگی با افت سطح آب‌های زیرزمینی مواجه بوده‌اند. همچنین بهره‌برداری از آب کانال نکو آباد (از طریق پمپاژ تا میزان ۶۰ لیتر در ثانیه) نیز از دیگر منابع آب کشاورزی این روستا محسوب می‌شود. آب شرب روستای جلال‌آباد نیز از طریق یک حلقه چاه و در سال ۱۳۹۰ نیز یک انشعاب از آب شهری نجف‌آباد، تأمین می‌گردد.

## وضعیت مهاجرت
تحولات جمعیتی روستای جلال‌آباد در طول سال‌های ۱۳۴۵ تا ۱۳۹۵ نشانگر رشد مثبت و نرخ رشد بالای جمعیت است. به‌طور کلی می‌توان ادعا نمود که روستای جلال‌آباد در طول ۴۰ سال اخیر با متوسط نرخ رشد ۲٫۳ درصد همواره مهاجرپذیر بوده است و به عنوان یک سکونتگاه واقع در محدودهٔ استحفاظی حوزهٔ شهر نجف‌آباد، جمعیت مهاجر از سکونتگاه‌های اطراف و حتی مناطق دیگر شهرستان‌های نجف‌آباد و تیران و کرون را به خود جذب نموده است. دلایل این امر را می‌توان نزدیکی روستا به شهر نجف‌آباد (حدود ۳ کیلومتر)، ارزانی قیمت زمین، وضعیت نسبتاً مناسب خدمات عمومی و بافت فیزیکی، ارزیابی نمود. البته توسعهٔ اقتصادی منطقه در بخش‌های کشاورزی، صنعت، ساختمان، و خدمات، زمینه‌ساز مناسب برای جذب نیروهای شاغل در سطح منطقه و حتی خارج از منطقه بوده است. ضمناً در سال‌های ۱۳۴۵ تا ۱۳۵۵ مهاجرت اهالی به شهرهای نجف‌آباد، اصفهان و حتی تهران به علت توسعه نیافتگی منطقه در بخش‌های صنعت، خدمات و حتی کشاورزی نبوده و نبود زمینهٔ اشتغال، وجود داشته است. ولی در سال‌های بعد با شروع روند رشد و توسعهٔ منطقه در بخش‌های مختلف اقتصادی از یک سو و گرانی و مشکلات موجود در شهرها از سوی دیگر، باعث کاهش مهاجرت و حتی قطع شدن آن در سال‌های اخیر شده است و در عوض پدیدهٔ مهاجرت معکوس از شهر به روستا و سکونتگاه‌های اطراف به وقوع پیوسته است.

## اشتغال اهالی

### کشاورزی
سطح کل باغ‌های روستا معادل ۴۱۰ هکتار است که به درختان انار (حدود ۱۶۰ هکتار)، بادام (حدود ۱۶۰ هکتار) و سایر محصولات (از جمله گردو، انگور و. میوه‌های هسته‌دار) اختصاص یافته است. عملکرد در هکتار باغ انار ۲۰ تن و بادام ۱۴۰۰ کیلوگرم اعلام شده است. تولیدات باغی به خارج از روستا صادر می‌گردد. البته در چند سال اخیر ۳۰۰ هکتار از زمین‌های در اختیار روستا، توسط اهالی با تشکیل یک شرکت تعاونی به زیر کشت انار رفته که باعث سودآوری و رونق اقتصادی زیادی برای روستا گردیده و از طرف دیگر تعداد زیادی از اهالی در فصول مختلف به عنوان کارگر در این شرکت مشغول به فعالیت هستند.

### دامداری
بر اساس جدیدترین آمار شورا، ۴۵ رأس گاو و گوساله و ۸۵۰ رأس گوسفند و بز به صورت سنتی در سطح روستا نگهداری می‌شوند. همچنین ۲۱ واحد گاوداری نیمه‌صنعتی (با متوسط ظرفیت ۱۵ رأس) نیز در اطراف روستا فعال هستند. علوفهٔ مورد نیاز این تعداد دام از طریق تولیدات خود روستا و کمبود آن از شهرهای اصفهان، فریدن، گلپایگان و … تأمین می‌شوند. شایان ذکر است مراتع روستا دارای مجوز بهره‌برداری برای تعداد ۶۰۰ رأس دام سبک را دارند که برای دو ماه از سال مورد استفاده قرار می‌گیرند. شیر تولیدی حدود ۱۵۰۰ کیلوگرم برآورد شده که بخشی از آن تحویل کارخانهٔ شیر پاستوریزهٔ گلرنگ (گلدشت) و بخشی دیگر به بخش خصوصی یا سازمان تعاون روستایی (مستقر در شهر نجف‌آباد) تحویل می‌گردد. همچنین به تازگی بخشی از آن نیز به صورت مستقیم در سطح روستا به اهالی به فروش می‌رسد.

### پرورش طیور
در حال حاضر تنها یک واحد مرغداری گوشتی متعلق به اهالی با ظرفیت ۲۰۰۰۰ قطعه (واقع در ضلع جنوب غربی به فاصلهٔ ۵/۱ کیلومتر از بافت روستا) فعال است. البته در سطح منطقه روستا (عمدتاً ضلع جنوبی) و در داخل اراضی متعلق به اهالی روستا، تعداد ۱۶ واحد مرغداری گوشتی با ظرفیت ده هزار تا شصت هزار قطعه و یک واحد مرغداری تخم‌گذار با ظرفیت سی هزار قطعه، فعال هستند که مالکان و کارگران آن‌ها کلاً غیر بومی هستند.
همچنین در سال گذشته یک واحد پرورش شترمرغ توسط شرکت تعاونی کشاورزی صنعتی روستا در ضلع جنوب غربی روستا احداث گردیده است.

### پرورش زنبور عسل
۴۵ خانوار به‌طور مستقیم به فعالیت زنبورداری مشغول هستند. تعداد کندوی عسل متعلق به هر خانوار از ۳۰ کلنی تا ۱۲۰۰ کلنی در نوسان است. به طوری که در کل حدود ۷۰۰۰ کلنی زنبور عسل در سطح روستا وجود دارند. تولید هر کندو در سال به‌طور متوسط ۶ کیلوگرم و در کل حدود ۴۲ تن برآورد شده است که با متوسط فروش ۱٫۳۵۰٫۰۰۰ ریال در ازای هر کیلوگرم، درآمد حاصل از این بخش معادل ۵۶٫۷۰۰٫۰۰۰٫۰۰۰ ریال محاسبه می‌شود.

## خدمات زیربنایی
- شبکهٔ آب آشامیدنی: آب آشامیدنی روستا از طریق یک حلقه چاه نیمه‌عمیق از سال‌های پیش تاکنون تأمین می‌گردیده است. با توجه به افزایش جمعیت و پایین رفتن سطح آب چاه آشامیدنی، پس از پیگیری‌های اعضای شورای اسلامی روستا، یک انشعاب آب آشامیدنی از نجف‌آباد به روستای جلال‌آباد در سال ۱۳۹۱ واگذار گردید.
- شبکهٔ برق: اهالی روستا از سال ۱۳۵۴ از نعمت برق برخوردار بوده‌اند.
- شبکهٔ گاز: این شبکه از سال ۱۳۷۳ راه‌اندازی شده است.
- شبکهٔ فاضلاب: فاضلاب توالت و دستشویی و حمام به‌طور کلی توسط چاه جاذب دفع می‌شود و روستا فاقد هرگونه شبکهٔ فاضلاب است.
- سیستم دفع زباله: در حال حاضر زباله‌های روستا توسط دهیاری جمع‌آوری و تحویل شرکت پسماند شهرداری نجف‌آباد برای بازیافت می‌گردد.

## مکان‌های تاریخی
- برج کبوتر خانه جلال‌آباد
- پنک خانه جلال‌آباد
- پل سنگی جلال‌آباد
- قلعه جهان‌آباد
- آسیاب کوپه ماسه جلال‌آباد